# Накхонпханом (аэропорт)
Аэропорт Накхонпханом (тайск. ท่าอากาศยานนครพนม), (ИАТА: KOP, ИКАО: VTUW) — гражданский аэропорт, обслуживающий коммерческие авиаперевозки города Накхонпханом (одноимённой провинции, Таиланд). Находится под управлением государственной компании Аэропорты Таиланда.

## Общие сведения
Аэропорт Накхонпханом расположен на высоте 179 метров над уровнем моря и эксплуатирует одну взлётно-посадочную полосу 15/33 размерами 2500х45 метров с асфальтовым покрытием.